# Cordylocras mirabilis
Cordylocras mirabilis is een vliesvleugelig insect uit de familie van de Diapriidae. De wetenschappelijke naam van de soort is voor het eerst geldig gepubliceerd in 1966 door Kozlov.